# Ryszard Zamorski
Ryszard Waldemar Zamorski (ur. 20 grudnia 1940 w Kielcach, zm. 27 lipca 2008 we Wrocławiu) – polski rzeźbiarz związany z Wrocławiem.
Studiował w Akademii Sztuk Pięknych we Wrocławiu w Pracowni Rzeźby Architektonicznej u prof. Xawerego Dunikowskiego, prof. Łucji Skomorowskiej i prof. Borysa Michałowskiego, gdzie uzyskał dyplom w 1966. Jego rzeźby często były wykonane z ceramiki we współpracy z żoną Anną Malicką-Zamorską. Dzieła artysty były eksponowane na wystawach indywidualnych lub zbiorowych w takich krajach jak: NRD, Rumunia, Jugosławia, Niemcy, Dania i Szwecja. Rzeźby Zamorskiego posiada w swoich zbiorach m.in. Muzeum Narodowe we Wrocławiu, Muzeum Narodowe w Poznaniu i Muzeum Sztuki w Łodzi. Przykładami twórczości artysty są m.in. rzeźba plenerowa "Oczekiwanie" we Wrocławiu, fontanna "Siedząca" w Wałbrzychu, ceramiczne niedźwiedzie w Berlinie i rekonstrukcja wrocławskiej fontanny Niedźwiadek. 